# Alberto Graziadei
Alberto Graziadei (Calceranica al Lago, 1907 – Trento, 1995) è stato un pittore italiano.

## Biografia
Si è occupato di pittura e grafica dal 1937.
Ha partecipato a numerose mostre a carattere regionale, nazionale ed internazionale fra le quali la "dieci pittori e dieci incisori trentini del XX secolo" a Roma, Trento e Milano, le "Quadriennali" di Torino, il "Premio Michetti" a Francavilla a Mare, la collettiva artisti trentini "Arco 73", le "Trivenete" di Padova e nel 1973 era presente in una mostra itinerante in Giappone.
Ha allestito mostre personali a Trento, Galleria Trento, Galleria la Colonna, Galleria del fino; Rovereto; alla Piccola Galeria di Brescia; all'Università popolare di Trento e alla Galleria Fogolino rispettivamente negli anni 1954, 1969, 1971, 1982 e 1984.
La sua pittura è stata une delle più originali sul panorama Trentino e Italiano: egli si spostò dalla paesaggistica alla ritrattistica, dalla grafica pubblicitaria all'astrattismo.
Di quest'ultimo Graziadei fu un precursore dai primi anni '40 ed elaborò una tecnica personale e di grande intensità, definendosi "maestro del colore".
È in corso una rivalutazione dei suoi dipinti astratti, che raggiunsero livelli notevoli tra la fine degli anni '40 e gli anni '60.
Dai suoi numerosi paesaggi emergergono un'architettura stilistica, un linguaggio ed una serenità di grande limpidezza e ricerca introspettiva come anche dalle sue figure, quasi sempre femminili, che egli tendeva a deformare pur senza distruggerne i valori formali ed estetici, suggerendo una lontana ispirazione a certa determinata grafica già cara a Sironi.
In Graziadei, più che ai valori meramente estetici, è fondamentale guardare all'impressione che le sue figure abbozzate riescono a palesare allo sguardo dell'osservatore, come se egli riuscisse a trasmetterne sentimenti e passioni nascoste.
Lavorò contemporaneamente su incisioni, acquarelli, pastelli e olio (in maggioranza su tavola) in uno stile per lui sinonimo di libertà ed emozione.
Morì a 88 anni a Trento.